# George Younce
| George Younce                             | George Younce                              |
| Kattints az alábbi külső linkek egyikére! | Kattints az alábbi külső linkek egyikére!  |
| ----------------------------------------- | ------------------------------------------ |
| Nem található szabad kép.(?)              |                                            |
| külső link · jogvédett                    | Portréja a Southern Gospel Critique lapról |

George Younce (Patterson, Észak-Karolina, 1930. február 22. – Akron, 2005. április 11.) amerikai énekes, a southern gospel keresztény zenei stílus egyik legnevesebb képviselője.

## Életrajza
Szülei Tom és Nellie Younce, testvérei Ruby, Ray, Tommy és Brudge.
1946-ban ismerkedett meg a gospel zenével, a Blue Ridge Quartet együttesen keresztül. Tizenhat évesen énekelt először első kvartettjében, amely a "Spiritualaires" nevet viselte. Később más együttesekkel lépett fel, úgymint a "Homeland Harmony Quartet", a "The Weatherfords" és a "Blue Ridge Quartet". 1964 októberében, az Ohio államban, Stow városában alapította meg a Cathedral Quartet nevű együttest, amely a gospel műfajának egyik leghíresebb csapata lett. Rengeteg albumot adtak ki, szólólemezei is megjelentek. Csatlakozott a Bill Gaither fémjelezte Gaither Homecoming csapathoz is, ahol a műfaj képviselői gyűltek össze időnként közös zenélésre. Miután barátja és éneketársa Glen Payne 1999 októberében elhunyt, 1999 decemberében az imár legendássá vált Cathedral Quertet felbomlott. Ezek után sógorával Ernie Haas-al és Bill Gaither-el énekelt együtt, ám egészsége igen megromlott. 2005. április 11-én hunyt el.

## Együttesei
- Spiritulaires (1945)
- The Watchmen (1954)
- Homeland Harmony Quartet (1955)
- The Weatherfords (1956)
- The Blue Ridge Quartet (1957)
- The Cathedral Quartet (1964)
- Old Friends Quartet (2000)

## Kitüntetések
- Favorite Bass – Singing News Fan Awards (14 alkalommal)
- SGN Scoops Diamond Lifetime Achievement Award (2004)
- Dove Award's Group of the Year Nomination (2000)
- Favorite Male Singer – Singing News Fan Awards (1999)
- Southern Gospel Music Hall of Fame Inductee (1998)
- Gospel Music Hall of Fame Inductee (1998)
- Gospel Music's Living Legend (1988)
- Marvin Norcross Award (1987)
- Dove Award's Male Group of the Year (1977)
- Grammy Awards: Többszörös jelölt

## Fellépések
- Gaither Homecoming Tour & Videos
- Praise Gathering
- Family Fest
- National Quartet Convention
- Dove Awards
- National Southern Baptist Convention
- Christian Booksellers Association
- National Radio Broadcasters
- Billy Graham Crusades
- Dr. Charles Stanley's In Touch Program
- NBC's The Today Show
- Prime Time Country
- The Statler Brothers Show
- Radio City Music Hall
- Carnegie Hall
- Brooklyn Tabernacle
- Grand Old Opry
- Crook & Chase
- stb.

## Szóló albumok
- I Believe (1999)
- That Says It All (1999)
- Day By Day (1999)
- Poetic Reflections (2004)